# 鄰固椿
鄰固椿（学名：Paraplea formosana）为固頭蝽科鄰固蝽屬下的一个种。